# Genesio Bozzoni
Genesio Bozzoni (Brescia, 20 gennaio 1904 – Brescia, 3 giugno 1961) è stato un calciatore italiano, di ruolo portiere.

## Carriera

### Club
Bozzoni iniziò la sua carriera nel Brescia; con la formazione lombarda giocò una partita nella stagione 1921-1922, debuttando così in prima squadra; nei campionati seguenti fu prevalentemente il secondo di Giuseppe Trivellini (anche se nella Prima Divisione 1924-1925 fu lui a essere titolare, con Trivellini riserva), e nelle cinque stagioni giocate con il Brescia in massima serie mise insieme 37 presenze. Nel 1927-1928 fece parte della rosa dell'Atalanta, ma non scese mai in campo; passato alla Cremonese, ebbe modo di esordire anche nella neonata Serie A a girone unico, giocando il 17 novembre 1929 contro la Lazio: in quell'incontro subì 6 reti. Nel 1931 fu messo in lista di trasferimento dalla Cremonese.